# Lou Amundson
Pour les articles homonymes, voir Amundson.
Louis Gabriel « Lou » Amundson, né le 7 décembre 1982 à Ventura (Californie), est un joueur de basket-ball américain évoluant au poste d'ailier fort.

## Biographie
À sa sortie du lycée, il intègre l'université du Nevada.
Il commence sa carrière professionnelle en NBA Development League dans l'équipe des 14ers du Colorado, où il est nommé dans la All-NBA D-League First Team et est élu Rookie de la saison 2006-2007.
Il effectue une pige d'un match avec le Jazz de l'Utah lors de cette même saison, puis rejoint les rangs des 76ers de Philadelphie pour 12 matchs.
Il reste chez les 76ers lors de la saison 2007-2008, disputant 16 matchs pour une moyenne de 1,1 point.
En 2008, il signe un contrat de deux ans avec les Suns de Phoenix où il obtient un temps de jeu plus important et produit ses deux meilleures saisons.
À la fin de la saison 2009-2010, il n'est plus sur les tablettes des Suns. En septembre 2010, alors free agent, courtisé par les Pacers d'Indiana et les Hornets de La Nouvelle-Orléans, il s'engage avec les Warriors de Golden State.
Le 19 décembre 2011, il est envoyé aux Pacers de l'Indiana contre Brandon Rush.
Le 25 septembre 2012, il signe avec les Timberwolves du Minnesota mais il est coupé le 8 février 2013. Laissé libre, il intéresse des candidats au titre comme les Bulls de Chicago, les Knicks de New York, les Celtics de Boston, les Lakers de Los Angeles et le Heat de Miami.
Le 2 mars 2013, il signe un contrat de dix jours avec les Bulls de Chicago.
Le 12 mars 2013, il signe pour le reste de la saison avec les Hornets de La Nouvelle-Orléans.
Le 26 septembre 2013, il signe un contrat non garanti aux Clippers de Los Angeles. Le 26 octobre, il est coupé par les Clippers.
Le 12 novembre 2013, il signe aux Pelicans de La Nouvelle-Orléans pour toute la saison. Le 31 décembre, il est coupé par les Pelicans.
Le 10 avril 2014, il signe avec les Bulls de Chicago jusqu'à la fin de la saison et pour participer aux playoffs. Il ne participe qu'à un match de la saison régulière et n'entre pas en jeu durant les playoffs. Le 15 juillet 2014, il est coupé par les Bulls.
Le 26 septembre 2014, il signe avec les Cavaliers de Cleveland.
Le 5 janvier 2015, il est transféré aux Knicks de New York dans un échange avec les Cavaliers et le Thunder d'Oklahoma City. Après avoir été coupé par les Knicks le 7 janvier, il signe un contrat de dix jours avec les Knicks trois jours plus tard. En faisant ses débuts avec les Knicks le 15 janvier, il devient seulement le douzième joueur à joueur pour au moins dix équipes. Le 20 janvier, il signe un second contrat de dix jours avec les Knicks. Le 30 janvier, il signe un contrat pour le reste de la saison avec les Knicks.
Le 11 juillet 2015, il prolonge aux Knicks pour un an et 1,65 million de dollars.

## Records personnels sur une rencontre en NBA
Les records personnels de Louis Amundson, officiellement recensés par la NBA sont les suivants :
| Type de statistique        | Saison régulière | Saison régulière                 | Saison régulière | Playoffs | Playoffs                  | Playoffs      |
| Type de statistique        | Record           | Adversaire                       | Date             | Record   | Adversaire                | Date          |
| -------------------------- | ---------------- | -------------------------------- | ---------------- | -------- | ------------------------- | ------------- |
| Points                     | 21               | Trail Blazers de Portland        | 13 mars 2012     | 7        | Lakers de Los Angeles     | 25 mai 2010   |
| Paniers marqués            | 10               | 2 fois                           |                  | 3        | 3 fois                    |               |
| Paniers tentés             | 13               | Timberwolves du Minnesota        | 16 mars 2010     | 6        | @ Heat de Miami           | 22 mai 2012   |
| Paniers à 3 points réussis |                  |                                  |                  |          |                           |               |
| Paniers à 3 points tentés  | 1                | 2 fois                           |                  |          |                           |               |
| Lancers francs réussis     | 7                | @ Trail Blazers de Portland      | 5 avril 2011     | 3        | @ Lakers de Los Angeles   | 19 mai 2010   |
| Lancers francs tentés      | 9                | @ Trail Blazers de Portland      | 5 avril 2011     | 5        | @ Lakers de Los Angeles   | 19 mai 2010   |
| Rebonds offensifs          | 9                | Pacers de l'Indiana              | 7 janvier 2009   | 5        | Trail Blazers de Portland | 20 avril 2010 |
| Rebonds défensifs          | 9                | @ Hornets de La Nouvelle-Orléans | 3 mars 2012      | 7        | Heat de Miami             | 20 mai 2012   |
| Rebonds totaux             | 14               | Pacers de l'Indiana              | 7 janvier 2009   | 7        | 3 fois                    |               |
| Passes décisives           | 4                | @ Hornets de Charlotte           | 24 janvier 2015  | 1        | 3 fois                    |               |
| Interceptions              | 3                | 3 fois                           |                  | 2        | Spurs de San Antonio      | 3 mai 2010    |
| Contres                    | 5                | Grizzlies de Memphis             | 2 janvier 2010   | 2        | @ Magic d'Orlando         | 2 mai 2012    |
| Balles perdues             | 4                | @ Magic d'Orlando                | 29 janvier 2012  | 2        | 2 fois                    |               |
| Minutes jouées             | 32               | Thunder d'Oklahoma City          | 28 janvier 2015  | 20       | Trail Blazers de Portland | 20 avril 2010 |

- Double-double : 4 (au 29/01/2015)
- Triple-double : aucun.

## Salaires
| Année       | Équipe                    | Salaire     |
| ----------- | ------------------------- | ----------- |
| 2006-2007   | 76ers de Philadelphie     | 105 696 $   |
| 2006-2007   | Kings de Sacramento       | 75 000 $    |
| 2006-2007   | Jazz de l'Utah            | 35 232 $    |
| 2007-2008   | 76ers de Philadelphie     | 687 456 $   |
| 2008-2009   | Suns de Phoenix           | 797 581 $   |
| 2009-2010   | Suns de Phoenix           | 855 189 $   |
| 2010-2011   | Warriors de Golden State  | 2 225 000 $ |
| 2011-2012*  | Pacers d'Indiana          | 2 403 000 $ |
| 2012-2013   | Timberwolves du Minnesota | 1 069 509 $ |
| 2013-2014   | Bulls de Chicago          | 1 310 286 $ |
| Total Gains |                           | 9 563 949 $ |
| 2014-2015   | Knicks de New York        | 154 152 $   |

Note : * En 2011, le salaire moyen d'un joueur évoluant en NBA est de 5 150 000 $.